# Зиссу, Аврам Лейб
Аврам Лейб Зиссу (рум. Avram Leib Zissu) (1888 — 1956) — румынский политический публицист, поэт и писатель.

## Биография
Получил хасидское образование. Стал культурным деятелем, полемистом и основателем газеты Mântuirea. К концу Первой мировой войны он стал теоретиком религиозного сионизма, предпочитая коммунитаризм и самосегрегацию варианту ассимиляции, а также продвигая литературный модернизм в своей деятельности как писатель и драматург. Являлся вдохновителем Еврейской партии, которая конкурировала с Союзом румынских евреев за голоса еврейских избирателей. А. Л. Зиссу и Вильгельм Фильдерман всю жизнь спорили о религии и политике.
В эпоху Холокоста он рисковал своей личной свободой, чтобы защитить интересы еврейской общины, и был особенно последовательным критиком коллаборационистского Центрального еврейского управления. В конце концов он достиг компромисса с режимом Иона Антонеску, когда последний приостановил массовую депортацию евреев в Приднестровье, а после 1943 помог инициировать исход румынских и венгерских евреев в подмандатную Палестину в рамках программы «Алия Бет». Критиковал коллаборационизм Х. Ф. Штрайтмана, ввиду чего был помещён в концлагерь Тыргу-Жиу.
В последние годы его сионизм совмещался с явным антикоммунизмом, прямо противореча анти-космополитической программе Румынской коммунистической партии. Его возобновлённые усилия по обеспечению массовой эмиграции румынских евреев и контакты с Израилем сделали его мишенью для коммунистического режима. В 1951 был арестован Секуритате, и в 1954 приговорён к пожизненному заключению за государственную измену. Был амнистирован примерно через два года пребывания в тюрьме, где его пытали и издевались над ним. Впоследствии эмигрировал и умер вскоре после переселения в Израиль.
Рукописи А. Л. Зиссу, ещё не опубликованные на момент его смерти, включают эссе о румынских евреях, роман на ту же тему и переводы на идиш его собственных работ. Его мемуары и дневники были собраны и отредактированы Жаном Анчелем и в 2004 опубликованы Яд ва-Шем и Тель-Авивским университетом.